# Fatuk Laran 2
Fatuk Laran 2 ist ein Ort im osttimoresischen Suco Balibo Vila (Verwaltungsamt Balibo, Gemeinde Bobonaro). Er liegt in einer Meereshöhe von 656 m im Osten der Aldeia Fatuk Laran. Der Ort liegt an einer Straße, die von Balibo, dem Hauptort des Verwaltungsamtes, nach Süden führt und von der Straße nach Cowa abzweigt. Weitere kleine Ortschaften reihen sich an der Straße auf.
Südlich von Fatuk Laran 2 führt die Straße über den Berg Taruik Aidele (697 m, Lage). Karten von 2008 bezeichnen den Nachbarort am Ende der Straße, am Südhang des Berges als „Fatuk Laran“, was aber ebenso auf die Aldeia bezogen sein kann.